# Coluccio Salutati

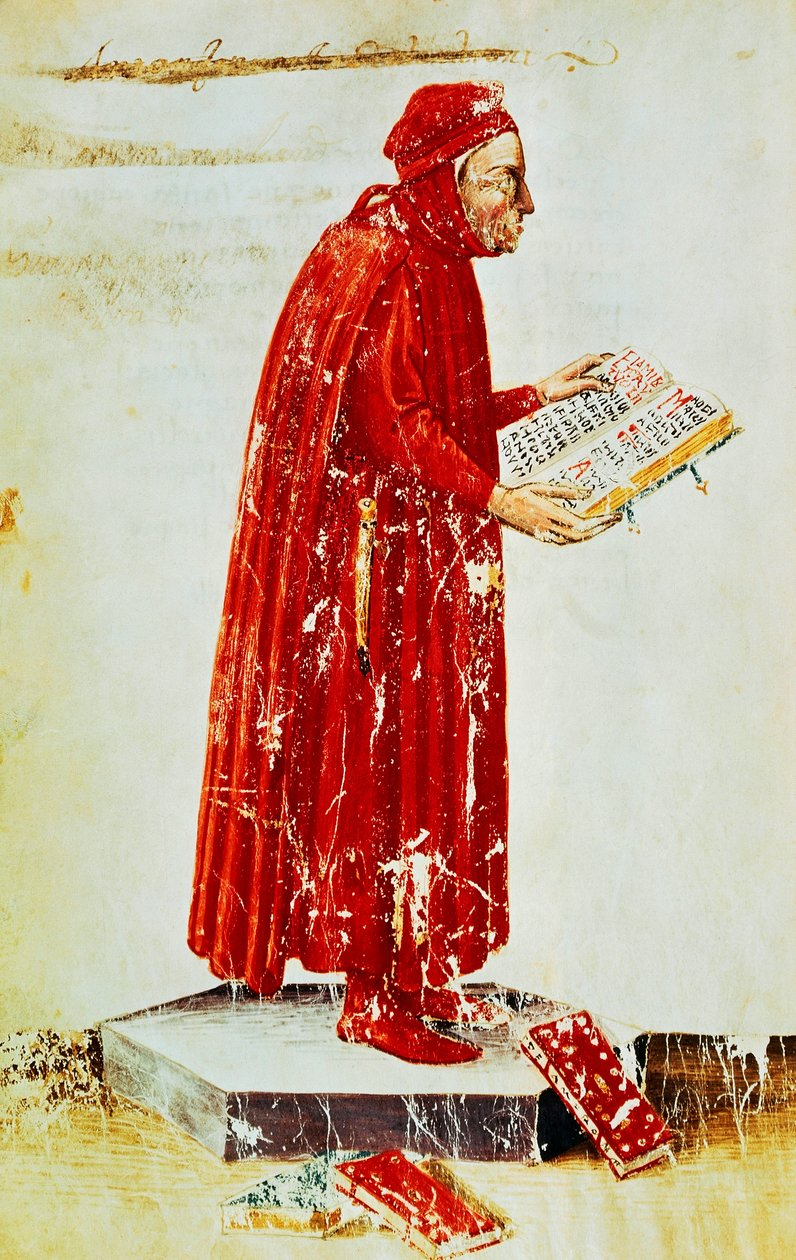
Coluccio Salutati, afgebeeld op een codex van de Biblioteca Laurenziana in Florence

Coluccio di Piero dei Salutati (16 februari 1331 – 4 mei 1406) was een Italiaans letterkundige en een van de belangrijkste politieke en culturele leiders van Florence tijdens de Italiaanse renaissance. Als kanselier van Florence haalde hij de vooraanstaande Griekse geleerde Manuel Chrysoloras over om aan de Universiteit van Florence Grieks te komen doceren. 

## Werken
Salutati's geschriften zijn veelomvattend. Hij schreef zowel politiek gerichte als meer filosofische en allegorische werken. Veel van wat we over Salutati te weten gekomen zijn, danken we aan zijn brieven (Epistolario) die hij in de traditie van Cicero en Seneca schreef.
- Epistolario
- Invectiva, 1403
- De saeculo et religione, 1381
- De fato, fortuna et casu, 1396-1399
- De nobilitate legum et medicinae, 1399
- De tyranno, 1400
- De laboribus Herculis (onafgewerkt)

- Bibsys: 90292837
- Biblioteca Nacional de España: XX1344501
- Bibliothèque nationale de France: cb119869086 (data)
- Catàleg d'autoritats de noms i títols de Catalunya: 981058511409806706
- CiNii: DA02525694
- Gemeinsame Normdatei: 118605178
- International Standard Name Identifier: 0000 0001 2101 7539
- Library of Congress Control Number: n80081447
- Nationale Bibliotheek van Tsjechië: js2009220507
- Nationale bibliotheek van Australië: 36557652
- Nationale Bibliotheek van Israël: 987007274207905171
- Nationale Bibliotheek van Polen: a0000002869737
- Nederlandse Thesaurus van Auteursnamen: 069366799
- Istituto Centrale per il Catalogo Unico: BVEV012242
- SNAC: w6jt04tg
- Système universitaire de documentation: 027933156
- Trove: 1291243
- Virtual International Authority File: 61554735
- WorldCat: E39PBJfCtJC7XDmDBBjW4WBtrq